# 其他媒体上的神奇女侠
神奇女侠自从1941年12月在《全明星漫画》第8期上首次登场之后，戴安娜·普林斯 / 神奇女侠这个形象除了在漫画书之外，还在其他多种媒体上出现。这些类型包括：动画剧、直接发行DVD式动画电影、电子游戏、70年代的真人电视剧（例如：《神奇女侠》、2014年发行的计算机动画电影（例如：《乐高大电影》）、真人版DC拓展宇宙电影（例如：2016年的《蝙蝠侠大战超人：正义黎明》、2017年的《神奇女侠》和《正义联盟》）。她还将在2017年发行的《神奇女侠2》上继续出现。

## 真人影视

### 真人电影

#### 蝙蝠侠大战超人：正义黎明
《蝙蝠侠大战超人：正义黎明》是2016年发行的美国超级英雄题材电影，同时也是DC扩展宇宙的第二部分。这也是第一部以神奇女侠及其背后隐秘身份戴安娜·普林斯为主要角色的电影。在2013年晚期，查克·史奈德认为盖尔·加朵比艾洛蒂·袁和欧嘉·科瑞兰蔻更适合这个角色。一些漫画迷最初对这个选择做出了过激反应，他们批评了盖尔·加朵的外貌。查克·史奈德在看过评论之后表示他在选择盖尔·加朵之前面试了很多女演员，但盖尔·加朵的优势在于她漂亮、强壮，而且她还是一个友善的人，同时她还很凶猛；而查克·史奈德表示他们寻找的就是这样的人。
盖尔·加朵形容戴安娜·普林斯“拥有一颗人类的内心，因此她很情绪化。她很好奇也很慈悲，她爱着许多人。然后她还拥有女神的力量，她所做的一切都是为了爱，她为爱而战。”她还表示，戴安娜“拥有很多优势和权力，但在一天结束后，她又变成了一个拥有超高情商的女人。”盖尔·加朵为了这个角色接受了饮食和训练方案，她也学习了多种武术，最终增重了17英磅（7.7）。盖尔·加朵原本受邀将在《超人：钢铁之躯》之中饰演一个反派，但是因为怀孕而辞演；这让她在后续的拍摄计划中获得了神奇女侠这个角色。盖尔·加朵签署的是“三部电影打包协议”，因而她在这部电影里只拿到了30万美元的基本片酬。

#### 神奇女侠（2017年）

盖尔·加朵所饰演的神奇女侠宣传照（《蝙蝠侠大战超人：正义黎明》）

盖尔·加朵在2017年的超级英雄电影《神奇女侠》担任主角，这是DC扩展宇宙的第四部电影作品，也是第一部以神奇女侠为主角的院线电影。 这部电影由派蒂·珍金斯执导，艾伦·海恩伯格担任剧本执笔，而故事编剧则由艾伦·海恩伯格、扎克·施奈德（Zack Snyder）和杰森·福克斯（Jason Fuchs）担任。同时本片的其他出演明星还包括：克里斯·潘恩、罗宾·怀特、丹尼·休斯顿、大卫·休里斯、康妮·尼尔森和埃琳纳·安娜亚。派蒂·珍金斯成为影史上第一位担任制片厂超级英雄题材电影的女导演。
该片的故事发生于1918年，讲述了天堂岛亚马逊族的戴安娜公主的成长故事。当美国飞机驾驶员史蒂夫·特雷弗（Steve Trevor）所驾驶的飞机在天堂岛附近海域坠毁时，戴安娜公主将他救了下来。他告诉戴安娜，天堂岛外的人类世界正在发生第一次世界大战。想要结束这场战争的戴安娜公主跟随史蒂夫·特雷弗离开了天堂岛，而在这个过程中，她逐渐成长为神奇女侠。该电影于1996年立项，派蒂·珍金斯在2015年签约成为导演。电影的主要拍摄期从2015年11月21日开始，主要的取景地包括：英国、法国和意大利。最终于2016年5月9日结束拍摄，而这一天也刚好是《神奇女侠》系列漫画的主要创作者之一的威廉·莫尔顿·马斯顿的123岁冥寿。随后在2016年11月进行了一些补拍工作。
《神奇女侠》于2017年5月15日在上海首映，随后于2017年6月2日在美国以2D、3D和IMAX 3D等形式发行。本片收到了评论界的积极评价，认为在执导、表演、动作设计和音乐编排上有很好的表现。这部电影在美国国内创下了女性导演执导影片的最高开盘记录（1.033亿美元）、女性主演的漫画改编电影的最高开盘纪录、女性执导真人影片的最高票房记录和美国国内最卖座的超级英雄诞生电影。它在全球拿下超过8.12亿美元的票房，成为2017年度全球票房第六高的电影。

#### 正义联盟（2017年）
在《蝙蝠侠大战超人：正义黎明》故事中超人为人类牺牲的事件发生几个月之后，蝙蝠侠和神奇女侠邀请闪电侠、水行侠和钢骨组成了正义联盟，以面对荒原狼及其天启魔军团所带来的威胁。荒原狼正在地球上找寻他所遗落的三个母盒，而这三个母盒正藏于天堂岛、亚特兰蒂斯和钢骨那里。

#### 神奇女侠1984（2019年）
从2016年7月开始，杰夫·强斯和派蒂·珍金斯就《神奇女侠》的续集电影开始进行故事处理。而到了7月，杰夫·强斯宣布他正在为续集故事而编写剧本。同月，续集故事筹拍的计划在圣迭戈国际漫画展上被宣布。8月，派蒂·珍金斯完成最后谈判并作为导演回归剧组，在和珍金斯签署协议后一个月，盖尔·加朵也被确认将作为续集电影的领衔主演。9月，派蒂·珍金斯带大卫·卡拉汉和她以及杰夫·强斯一起写剧本。2018年2月，克莉丝汀·薇格和制片方展开初期谈判，她可能将出演片中最大的反派芭芭拉·安·密涅瓦 / 豹女。
据报道，这部电影的背景将放在冷战时期。根据网络上对派蒂·珍金斯报道称，这将是一部伟大的爱情电影，并将激发人们对于爱情的新兴趣。
根据导演派蒂·珍金斯的说法，电影将于2018年6月开拍；而预告片的制作则始于2017年12月，标题为《魔法时刻（Magic Hour）》。电影的制作将在华纳兄弟利维斯登工作室完成。《神奇女侠2》计划于2019年11月1日在北美地区上映。

### 真人剧集

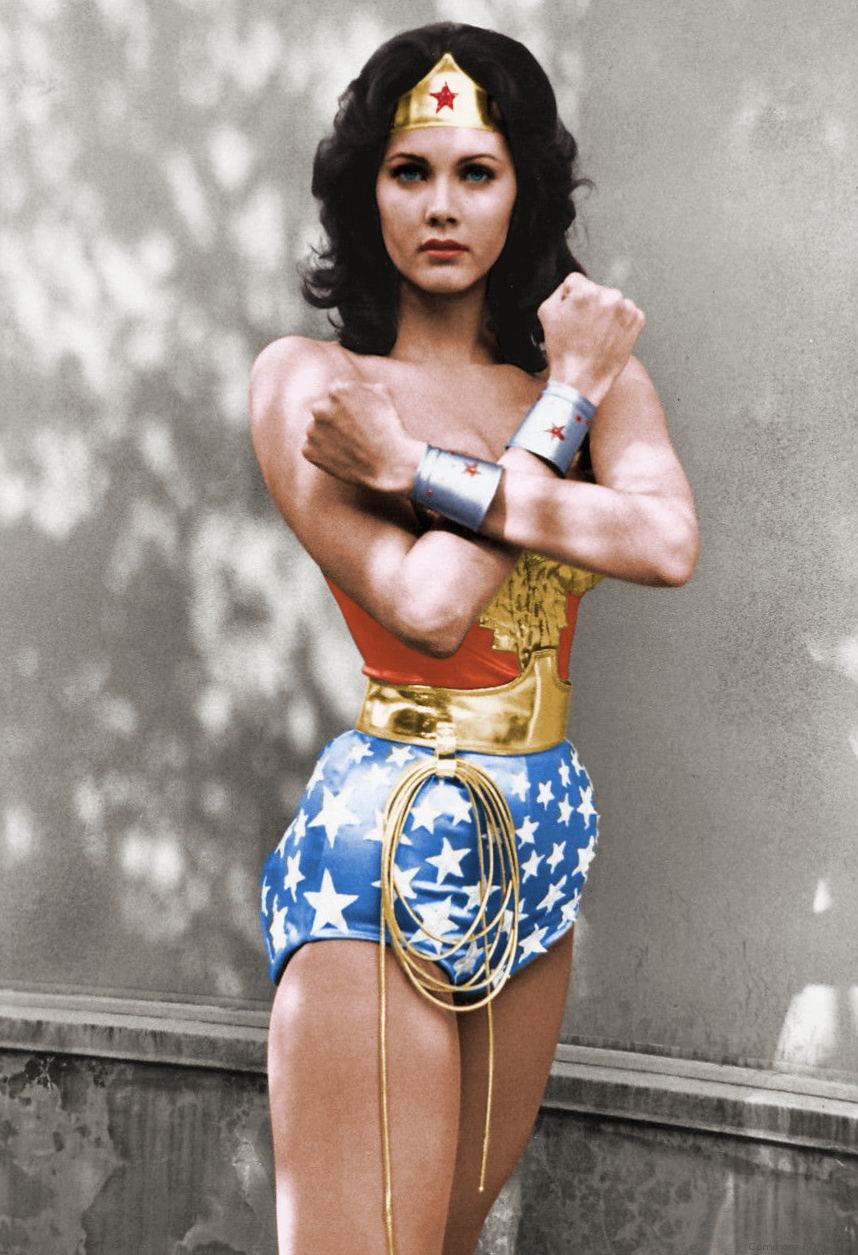
琳達·卡特在1975-1979年電視劇《神力女超人》中飾演的神力女超人。

《神奇女侠》电视剧既指1974年拍摄的电视电影版的《神奇女侠》，也指1975年到1979年播出的电视连续剧版的《神奇女侠》。由文森特·麦克伊维提执导并由卡西·李·克罗西比主演的1974年版《神奇女侠》其实是美国广播公司筹拍连续剧版《神奇女侠》的试播集。但是这个试播集被评价为“可敬却毫不神奇”，并且美国广播公司最终也没有购买这个试播集。
相反，华纳兄弟公司为美国广播公司开发了一套完全迥异的神奇女侠的电视概念。这套概念中的神奇女侠形象更符合原创作者威廉·莫尔顿·马斯顿笔下的传统形象，这种1968－1972年代的形象最终影响了试播集的拍摄。《神奇女侠》电视连续剧从1975年开始首播，琳达·卡特成为主演。不过卡西·李·克罗西比表示她原本也有机会出演这个版本的神奇女侠。

### 废弃项目

#### 谁怕戴安娜·普林斯
《谁怕戴安娜·普林斯（Who's Afraid of Diana Prince）》是一部在1967年被提出来的电视剧制作计划，但是最终仅仅拍摄了一个短小的试播集。由于《蝙蝠侠》电视剧版的成功，该剧的制作人威廉·多齐尓委托斯坦·哈特和拉里·西格尔撰写了试播集的剧本。但是随后这个剧本被要求交给《蝙蝠侠》电视剧剧本的编剧斯坦利·拉尔夫·罗斯重写，因为哈特与西格尔的剧本被认为是不合适的。试播集被拍摄出来的部分长度不足5分钟，由《蝙蝠侠》电视剧的幕后制作公司格林威制作公司（Greenway Productions）负责拍摄，而拍摄的标题就是《谁怕戴安娜·普林斯（Who's Afraid of Diana Prince）》。在试播集中，由小罗伯特·沃克的妻子艾莉·伍德·沃克（Ellie Wood Walker）饰演戴安娜·普林斯；琳达·哈里逊饰演变身后的神奇女侠；莫迪·普里克特饰演戴安娜的母亲（但似乎并非希波吕忒女王）。在这个电视剧的企划中，戴安娜·普林斯（并非神奇女侠）是剧中的焦点所在。在片中，戴安娜·普林斯是一个笨拙而朴实的年轻女孩，和她的母亲一起居住在离美国空军基地不远的寓所里。在试播集的录像带内容中，绝大部分时间都是戴安娜的母亲指责戴安娜没有男朋友。而当她母亲离开房间后，戴安娜就换上了她的神奇女侠服装，并欣赏镜中的自己。不过戴安娜在镜中看到的并不是自己，而是由琳达·哈里逊饰演的性感的超级女英雄——神奇女侠。神奇女侠伴随着《美丽娃娃》的曲子翩翩起舞。在录像的最后，戴安娜爬上窗户飞走了。这表明她虽然有一点人格分裂的妄想症，但她的确具有超能力。这个试播集从来没有公开播映过，同时这个电视剧企划也被取消了。

#### 神奇女侠（2010年）
据2010年10月的一份报道称，华纳兄弟电视公司将于编剧兼制片人大卫·E·凯利合作，为美国主流电视网制作一部有关神奇女侠的电视剧。绝大多数的主流电视网都拒绝了这个项目，但是最后一家被问询的电视网——全国广播公司却通过了这个项目，它在2011年1月21日宣布订购该电视剧项目的试播集。
2011年2月，杰弗瑞·莱纳受雇执导试播集。几天后，阿德琳妮·帕里奇被宣布将担纲主演。《好莱坞报道》的鲍里斯·基特（Borys Kit）指出角色的服装是最大的问题，许多呼吁都声称“太蹩脚并太下流”。由于原著粉丝的批评，华纳兄弟电视公司不得不修改了主角的服装造型，替换掉了蓝色的靴子和橡胶裤。伊莉莎白·赫莉和翠茜·索姆斯将分别出演剧中反派角色维罗妮卡·凯尔和戴安娜的私人助理埃塔·坎迪。佩德罗·帕斯卡将饰演艾德·印第里凯托（Ed Indelicato），神奇女侠在警察部门的联络人；卡利·艾域士将饰演亨利·达特曼（Henry Detmer），戴安娜公司的日常运营管理者。贾斯汀·布鲁宁则将出演史提夫·崔佛。
试播集的剧情是“标准的DC漫画改编之作，神奇女侠（戴安娜·泰密斯基拉）是一名居住在洛杉矶的打击犯罪的义警斗士，但同时也是一名企业高管和现代女性，她在试图平衡她生活中的所有角色”。在观看完试播集之后，剧评家艾伦·赛普威尔评论道，“尴尬……而且我所担忧的更多。”
2011年5月12日，全国广播公司宣布放弃订购这个电视剧系列。

## 电子游戏
- 《超級英雄：武力對決》
- 《超級英雄：武力對決2》

### 脚注
1. ↑  1974年版的电影《神奇女侠》最终并没有在院线上映，而是在美国广播公司旗下的电视频道播出，因此不能算作“院线电影”。

### 出典
1. ↑  Kroll, Justin. . Variety. 2013-11-07  [2013-12-02]. （原始内容存档于2013-12-01）.
2. ↑  Kit, Borys. . The Hollywood Reporter. 2013-12-04  [2017-06-08]. （原始内容存档于2017-05-08）.
3. 1 2  Kroll, Justin. . Variety. 2014-01-23  [2014-01-23]. （原始内容存档于2014-01-23）.
4. ↑  Hawksley, Rupert. . The Daily Telegraph. 2014-10-06  [2017-06-08]. （原始内容存档于2017-08-08）.
5. ↑  Fisher, Luchina. . ABC News. 2013-12-28  [2017-06-09]. （原始内容存档于2017-08-07）.
6. ↑  Pringle, Gill. . Filmink. 2016-01-05  [June 9, 2017]. （原始内容存档于2017-07-03）.
7. 1 2  Sperling, Nicole. . Entertainment Weekly. 2016-07-15  [20170-06-22]. （原始内容存档于2017-06-22）.
8. ↑  Coggan, Devan. . Entertainment Weekly. 2016-03-07  [2018-04-01]. （原始内容存档于2016-11-26）.
9. ↑  Wayne, Teddy. . Interview. 2015-07-22  [2015-07-22]. （原始内容存档于2015-07-23）.
10. ↑  Ryder, Taryn. . Yahoo!. 2016-03-18  [2016-03-18]. （原始内容存档于2016-03-19）.
11. ↑  Porter, Matt. . IGN. 2015-09-19  [2017-05-23]. （原始内容存档于2017-07-02）.
12. ↑  Rich, Katey. . Vanity Fair. 2017-06-20  [2017-06-21]. （原始内容存档于2017-07-24）.
13. ↑  Strauss, Bob. . The Mercury News. 2017-05-31  [2018-04-02]. （原始内容存档于2017-05-31）.
14. ↑  Shepherd, Jack. . The Independent. 2017-05-30  [2018-04-02]. （原始内容存档于2017-05-30）.
15. ↑  . Collider.com. 2016-06-21  [2016-06-21]. （原始内容存档于2020-11-08）.
16. ↑  . Collider.com. 2016-06-21  [2016-06-27]. （原始内容存档于2016-10-08）.
17. ↑  Nyren, Erin. . Variety. 2017-06-20  [2017-06-20]. （原始内容存档于2017-06-20）.
18. ↑  Errico, Marcus. . Yahoo!. 2017-07-21  [2017-07-22]. （原始内容存档于2017-07-22）.
19. ↑  Truitt, Brian. . USA Today. 2017-07-22  [2017-07-22]. （原始内容存档于2017-07-23）.
20. ↑  Busch, Anita; D'Alessandro, Anthony. . Deadline. 2017-08-17  [2017-08-18]. （原始内容存档于2017-08-18）.
21. ↑  Kroll, Justin. . Variety.   [2017-09-11]. （原始内容存档于2017-09-11）.
22. ↑  .   [2018-04-03]. （原始内容存档于2018-03-04）.
23. ↑  .   [2018-04-03]. （原始内容存档于2018-03-10）.
24. ↑  Gonzalez, Umberto; Molloy, Tim. . TheWrap. 2017-11-29  [2017-11-29]. （原始内容存档于2020-02-06）.
25. ↑  Daly, Rhian. . NME. 2017-12-01  [2017-12-01]. （原始内容存档于2017-12-01）.
26. ↑  Nambiar, Smitha. . PursueNews.com. 2017-12-06  [2017-12-06]. （原始内容存档于2017-12-10）.
27. ↑  Mueller, Matthew. . Comicbook.com. 2018-02-08  [2018-02-08]. （原始内容存档于2019-05-18）.
28. ↑  Ritman, Alex. . TheHollywoodReporter. 2018-02-19  [2018-02-27]. （原始内容存档于2018-02-27）.
29. ↑  McClintock, Pamela. . The Hollywood Reporter. 2017-11-13  [2017-11-13]. （原始内容存档于2017-11-13）.
30. ↑  Shales, Tom. . The Washington Post. 1975-11-07.
31. ↑  Joby, Tom. . Associated Press. 1980-05-12.
32. ↑  .   [2018-04-04]. （原始内容存档于2017-06-04）.
33. ↑  . imdb. com.   [2009-10-01]. （原始内容存档于2016-07-30）.
34. ↑  . wonderland-site.com.   [2009-10-01]. （原始内容存档于2020-02-18）.
35. ↑  Daniels, Les; Chip Kidd. . Chronicle Books. 2000: 120. ISBN 0-8118-4233-9.
36. ↑  . KSite TV. 2010-10-01  [2010-10-01]. （原始内容存档于2010-10-04）.
37. ↑  Ausiello, Michael. . TV Line. 2011-01-07  [2011-01-08]. （原始内容存档于2011-01-09）.
38. ↑  Andreeva, Nellie. . Deadline.com. 2011-02-09  [2012-12-16]. （原始内容存档于2014-08-02）.
39. ↑  Andreeva, Nellie. . Deadline.com. 2011-02-16  [2011-02-16]. （原始内容存档于2014-07-01）.
40. ↑  Lindsay, Flans. . The Hollywood Reporter. 2011-03-18  [2012-04-17]. （原始内容存档于2020-10-04）.
41. ↑  Saad, Nardine. . Los Angeles Times. 2011-04-01  [2012-04-17]. （原始内容存档于2018-10-18）.
42. ↑  Andreeva, Nellie. . Deadline.com. 2011-03-03  [2011-03-03]. （原始内容存档于2011-05-04）.
43. ↑  Andreeva, Nellie. . Deadline.com. 2011-03-03  [2011-03-04]. （原始内容存档于2014-01-02）.
44. ↑  Andreeva, Nellie. . Deadline.com. 2011-03-04  [2011-03-04]. （原始内容存档于2014-02-12）.
45. ↑  Porter, Rick. . Zap2It.com. 2011-03-25  [2011-03-25]. （原始内容存档于2013-12-13）.
46. ↑  Rice, Lynnette. . Entertainment Weekly. 2011-01-21  [2012-12-16]. （原始内容存档于2014-08-22）.
47. ↑  Sepinwall, Alan. . HitFix. 2013-02-04  [2013-02-05]. （原始内容存档于2016-06-06）. See the comments for Sepinwall's description
48. ↑  Rise, Lynette. . Entertainment Weekly. 2011-05-12  [2012-09-06]. （原始内容存档于2012-08-21）.

#invoke: Navbox